# ジャレッド・ゴフ
ジャレッド・トーマス・ゴフ（Jared Thomas Goff, 1994年10月14日 - ）は、アメリカ合衆国カリフォルニア州ノバト出身のプロアメリカンフットボール選手。NFLのデトロイト・ライオンズに所属している。ポジションはクォーターバック。

## 経歴

### プロ入り前
幼少期はサンフランシスコ・フォーティナイナーズのファンだった。
ケントフィールドのマリン・カトリック高校卒業後の2013年1月、ゴフはボイシ州立大学やカリフォルニア州立大学フレズノ校などからの誘いを断り、カリフォルニア大学バークレー校に入学した。同年8月に先発に指名され、開幕先発QBとなった。レッドシャツ経験のない1年目QBが開幕先発を務めるのは同校史上初であった。
その後3年間に渡って先発QBを務め、通算パス獲得ヤード12195や通算TD数96など計26の学校記録を打ち立てた。

### ロサンゼルス・ラムズ
ゴフが2016年ドラフトにエントリーを表明すると、多くのアナリストが1巡指名を予想した。
そして2016年4月28日、セントルイスから移転したばかりの地元ロサンゼルス・ラムズからドラフト全体1位指名を受けた。なお、ラムズは全体1位指名権を有していたテネシー・タイタンズから指名権を譲り受けるために、翌年の指名権も合わせて計6個の指名権を譲渡した。
2016年6月9日、ラムズと4年総額2790万ドルの契約を締結した。背番号16は幼少期に憧れていた49ersのジョー・モンタナに因んでいる。
開幕から9試合は、ベテランQBケイス・キーナムのバックアップを務めたゴフであったが、チームの成績低迷などもあり、先発へ昇格した。プロ初出場となったマイアミ・ドルフィンズ戦では、パス31回中17回成功、134ヤード、0TD、0INTの成績で、チームは10-14で敗れた。
2016年のゴフは7試合に出場し、パス205回中112回成功、1089ヤード、5TD、7INTの成績に終わった。チームも4勝12敗で、地区3位に終わった。
2017年シーズンは新任HCのショーン・マクベイの下でプレーした。開幕戦のインディアナポリス・コルツ戦で46-9で大勝しマクベイHCの初陣を飾ると、第9週のニューヨーク・ジャイアンツ戦ではパスは22回中14回の成功、311ヤード、4タッチダウンを記録し、週間MVPを受賞した。チームも第16週のテネシー・タイタンズ戦に勝利したことで、2003年以来となる地区優勝を遂げた。キャリアで初めてのポストシーズンでは前年NFCチャンピオンチームのアトランタ・ファルコンズとワイルドカードで対戦したが、13-26で敗れた。このシーズンは休養にあてた最終戦を除く15試合に先発出場し、パス3804ヤード、28タッチダウンを記録し、ブレイクを果たした。さらに成功したパスの平均12.9ヤードはリーグトップの成績であった。またこの年初めてプロボウルに選出された。
2018年シーズン、第4週のミネソタ・バイキングス戦では465ヤードを投げパサーレイティングがパーフェクトとなる158.3を記録し、38-31の勝利に貢献した。さらに9月のNFC月間最優秀攻撃選手に選ばれた。第11週のカンザスシティ・チーフス戦では54-51の乱戦を制したが、この試合でゴフはラムズ史上初となる複数回の400ヤード超え、4回以上のタッチダウンを記録したQBとなった。このシーズンはキャリアハイとなるパス4688ヤード獲得、32タッチダウンを記録し、2年連続でプロボウルに選出された。チームは開幕8連勝を達成するなど13勝3敗の成績で地区連覇を果たし、さらに第2シードを獲得しワイルドカードゲームが免除された。
プレーオフではディビジョナルラウンドでダラス・カウボーイズ相手にパス186ヤードを記録して30-22で勝利し、自身初のポストシーズン勝利となった。ニューオーリンズ・セインツと対戦したNFCチャンピオンシップゲームではパス297ヤードを記録し、26-23で勝利し、第53回スーパーボウルにチームを導いた。迎えたスーパーボウルでは先発QBとして出場したが、ニューイングランド・ペイトリオッツ相手に3-13という史上最低タイのロースコアでひとつもタッチダウンを取れずに敗れた。
2019年シーズン開幕前に4年総額1億3400万ドルの契約延長に合意した。このシーズンはパス4638ヤード獲得、22タッチダウンを記録したがインターセプトの数が16と増加した。チームも9勝7敗でプレーオフ進出を逃した。

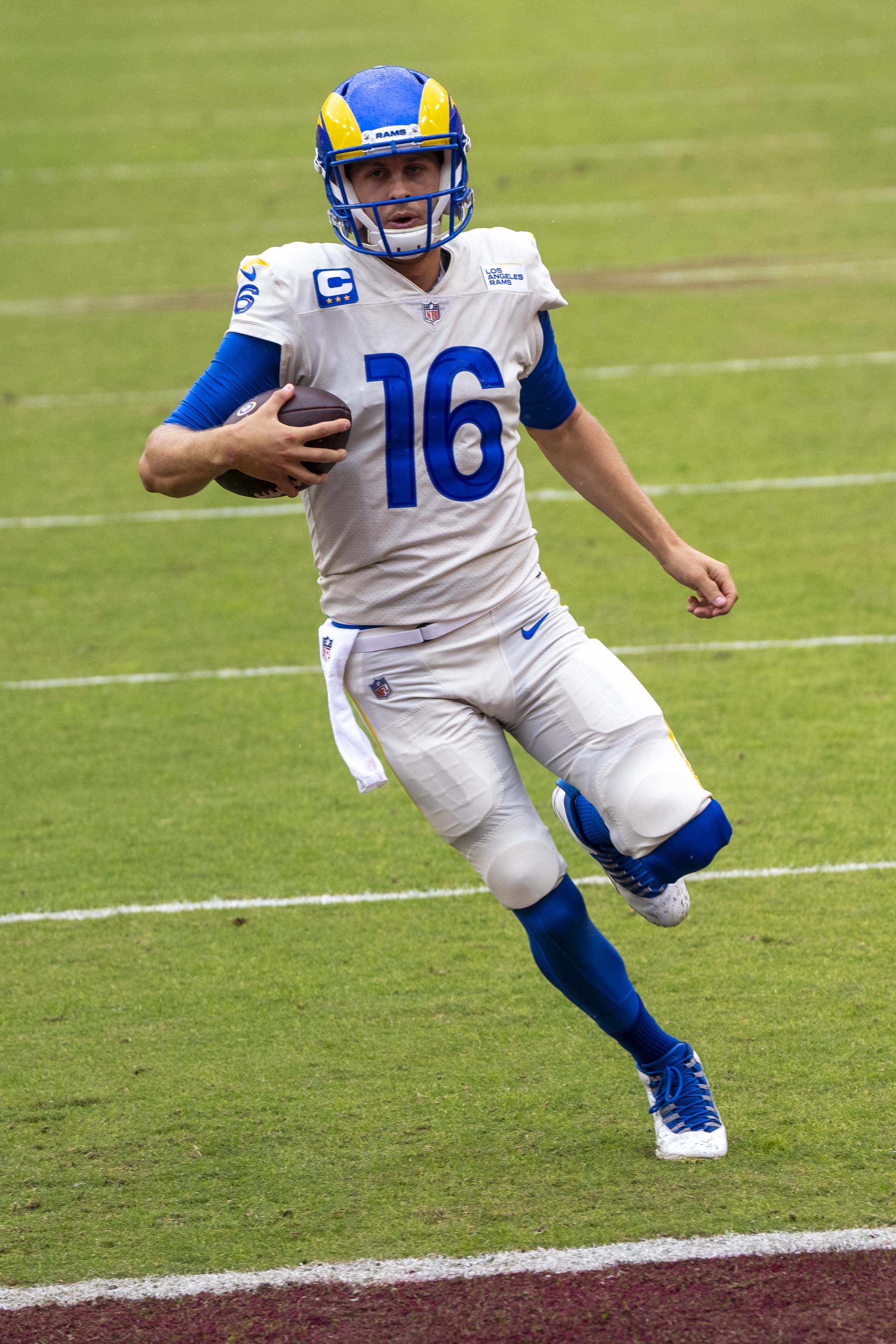
ロサンゼルス・ラムズ時代（2020年）

2020年シーズンも開幕から先発出場を続けたが、第16週のシアトル・シーホークス戦で親指を骨折し、プレーオフ出場がかかった翌週のアリゾナ・カージナルス戦を欠場し、控えQBのジョン・ウォルフォードに託すこととなった。このシーズンは15試合に先発出場し、パス3952ヤード、20タッチダウンを記録した。ラムズは10勝6敗でワイルドカードとしてポストシーズンに進出した。
シーホークスとのワイルドカードゲームでは前述の故障の影響で先発をウォルフォードに譲ったが、ウォルフォードもジャマール・アダムズのタックルを受け負傷退場したためゴフが途中出場した。この試合では155ヤード、1タッチダウンを記録し、30-20で勝利を収めた。しかし次戦のグリーンベイ・パッカーズとのディビジョナルラウンドでは18-32で敗れた。

### デトロイト・ライオンズ
2021年1月31日、マシュー・スタッフォードとのトレードで、複数のドラフト指名権と共にデトロイト・ライオンズに移籍した。NFLドラフト全体1位指名選手同士のトレードはNFL史上初の出来事であった。
開幕戦のサンフランシスコ・フォーティナイナーズ戦では3TDを挙げるも、インターセプトリターンタッチダウンを喫するなど33-41で敗れた。第7週では古巣のラムズと対戦したが、19-28で敗れた。チームは引き分けを挟んで開幕10連敗を喫していたが第13週のミネソタ・バイキングス戦で41本中25本（61%）のパスを成功させ、296ヤード、タッチダウンを3回記録し、チームも29-27で勝利を挙げた。この活躍で週間MVPを獲得した。
このシーズンは14試合に先発出場し、パス3245ヤード獲得、19タッチダウン、8インターセプトを記録した。チームは3勝13敗1分で地区最下位であった。
2022年シーズン、第2週のワシントン・コマンダース戦ではパス256ヤード、タッチダウン4回を記録し、36-27で勝利を収めた。この試合でゴフは「ホームゲーム6戦連続でパスタッチダウンを2回以上記録」というフランチャイズレコードを樹立した。第4週のシアトル・シーホークス戦では45-48で敗れたものの、タッチダウンパスを4回記録し、移籍後最高となる378パスヤードを獲得した。
このシーズンは全17試合に先発出場し、4438ヤード、29タッチダウン、7インターセプトという成績であった。チームも最終週でプレーオフ進出の可能性が潰えたものの、9勝8敗で5年ぶりにシーズン勝ち越しに成功した。また、スーパーボウルに出場するジェイレン・ハーツの代替としてプロボウルに選出された。
2023年シーズンは、第16週でチームを30年ぶりの地区優勝に導いた。プレーオフ初戦では、3年前まで在籍しトレード相手のスタッフォードを擁してスーパーボウルを制覇したロサンゼルス・ラムズを破った。更にディビジョナル・プレーオフではタンパベイ・バッカニアーズにも勝利。しかし、NFCチャンピオンシップゲームでサンフランシスコ・49ersに敗れた。
2024年シーズンは14勝2敗どうしで臨んだ第18週のバイキングス戦に勝利してNFC北地区連覇に導き、ライオンズ史上初の第1シード獲得に貢献した。プレーオフではコマンダース戦で、シーズン初のインターセプトリターンタッチダウンを含む、3つのインターセプトと1つのファンブルロストを喫し、31-45で敗北した。2年ぶりにプロボウルに選出され、攻撃MVPを獲得した。

## 詳細情報

### 年度別成績

#### レギュラーシーズン
| 年度     | チーム   | 背 番 号 | 試合 | 試合 | パス      | パス      | パス      | パス        | パス             | パス | パス | パス          | ラン      | ラン        | ラン             | ラン |
| 年度     | チーム   | 背 番 号 | 出場 | 先発 | 成功 回数 | 試投 回数 | 成功 確率 | 獲得 ヤード | 平均 獲得 ヤード | TD   | Int  | レイテ ィング | 試行 回数 | 獲得 ヤード | 平均 獲得 ヤード | TD   |
| -------- | -------- | -------- | ---- | ---- | --------- | --------- | --------- | ----------- | ---------------- | ---- | ---- | ------------- | --------- | ----------- | ---------------- | ---- |
| 2016     | LA LAR   | 16       | 7    | 7    | 112       | 205       | 54.6      | 1089        | 5.3              | 5    | 7    | 63.6          | 8         | 16          | 2.0              | 1    |
| 2017     | LA LAR   | 16       | 15   | 15   | 296       | 477       | 62.1      | 3804        | 8.0              | 28   | 7    | 100.5         | 28        | 51          | 1.8              | 1    |
| 2018     | LA LAR   | 16       | 16   | 16   | 364       | 561       | 64.9      | 4688        | 8.4              | 32   | 12   | 101.1         | 43        | 108         | 2.5              | 2    |
| 2019     | LA LAR   | 16       | 16   | 16   | 394       | 626       | 62.9      | 4,638       | 7.4              | 22   | 16   | 86.5          | 33        | 40          | 1.2              | 2    |
| 2020     | LA LAR   | 16       | 15   | 15   | 370       | 552       | 67.0      | 3952        | 7.2              | 20   | 13   | 90.0          | 51        | 99          | 1.9              | 4    |
| 2021     | DET      | 16       | 14   | 14   | 332       | 494       | 67.2      | 3245        | 6.5              | 19   | 8    | 91.5          | 17        | 87          | 5.1              | 0    |
| 2022     | DET      | 16       | 17   | 17   | 382       | 587       | 65.1      | 4438        | 7.6              | 29   | 7    | 99.3          | 29        | 73          | 2.5              | 0    |
| 2023     | DET      | 16       | 17   | 17   | 407       | 605       | 67.3      | 4575        | 7.6              | 30   | 12   | 97.9          | 32        | 21          | 0.7              | 2    |
| 2024     | DET      | 16       | 17   | 17   | 390       | 539       | 72.4      | 4629        | 8.6              | 37   | 12   | 111.8         | 35        | 56          | 1.6              | 0    |
| NFL：8年 | NFL：8年 | NFL：8年 | 134  | 134  | 3047      | 4646      | 65.6      | 35058       | 7.5              | 222  | 94   | 95.7          | 276       | 551         | 2.0              | 12   |

- 2024年度シーズン終了時
- 太字は自身最高記録
- ■は各年度のリーグ最高記録

#### ポストシーズン
| 年度 | チーム | 試合 | 試合 | パス      | パス      | パス      | パス        | パス             | パス | パス | パス          | ラン      | ラン        | ラン             | ラン |
| 年度 | チーム | 出場 | 先発 | 成功 回数 | 試投 回数 | 成功 確率 | 獲得 ヤード | 平均 獲得 ヤード | TD   | Int  | レイテ ィング | 試行 回数 | 獲得 ヤード | 平均 獲得 ヤード | TD   |
| ---- | ------ | ---- | ---- | --------- | --------- | --------- | ----------- | ---------------- | ---- | ---- | ------------- | --------- | ----------- | ---------------- | ---- |
| 2017 | LAR    | 1    | 1    | 24        | 45        | 53.3      | 259         | 5.8              | 1    | 0    | 77.9          | 0         | 0           | 0.0              | 0    |
| 2018 | LAR    | 3    | 3    | 59        | 106       | 55.7      | 712         | 6.7              | 1    | 2    | 71.7          | 9         | 22          | 2.4              | 0    |
| 2020 | LAR    | 2    | 1    | 30        | 46        | 65.2      | 329         | 7.2              | 2    | 0    | 100.7         | 5         | 10          | 2.0              | 0    |
| 2023 | DET    | 3    | 3    | 77        | 111       | 69.4      | 837         | 7.5              | 4    | 0    | 103.3         | 9         | 3           | 0.3              | 0    |
| 2024 | DET    | 1    | 1    | 23        | 40        | 57.5      | 313         | 7.8              | 1    | 3    | 59.7          | 1         | 7           | 7.0              | 0    |
| 計   | 計     | 10   | 9    | 213       | 348       | 61.2      | 2450        | 7.0              | 9    | 5    | 85.1          | 24        | 42          | 1.8              | 0    |

- 2024年度シーズン終了時
- 太字はスーパーボウル出場